# Seminario Conciliar de La Serena
Colegio Seminario Conciliar "San Luis Gonzaga" de La Serena, Chile es un colegio científico-humanista fundado en 1848, siendo uno de los establecimientos educacionales aún en curso más antiguos de la ciudad, a la vez que uno de los más antiguos del país. Hasta hace pocos años solo formaba varones, pero desde el año 2001 recibe en sus aulas tanto a damas como a varones. Es parte de la Congregación de los Padres Barnabitas; además cuenta con una casa de retiro en la localidad de Tongoy. Cabe destacar que es uno de los pocos colegios que cuenta con un pequeño y completo observatorio sobre el mismo colegio, conocido como El Tololito, el cual cuenta con un moderno telescopio de 12 pulgadas, tipo Schmidt-Cassegrain, completamente computarizado, que fue donado por la familia Dalbosco. Además del telescopio, el observatorio también cuenta con un CCD regalado y con un fotómetro donado por el Observatorio astronómico de Cerro Tololo hace 20 años y un nuevo planetario que facilitara la comprensión del espacio (centro de observación astronómica propio a 25 km al oriente de La Serena, en el Cerro Mayu).